# Uristes sulcus
Uristes sulcus är en kräftdjursart som beskrevs av Griffiths 1974. Uristes sulcus ingår i släktet Uristes och familjen Uristidae. Inga underarter finns listade i Catalogue of Life.